# Dauria

Dauria (en russe : Даурия), est un film de fiction soviétique de 1971 réalisé par Viktor Tregoubovitch. Il est adapté du roman éponyme de Konstantin Sedykh écrit en 1948.

## Synopsis
L'action se situe peu après la Première Guerre mondiale et la Révolution d'Octobre dans une petite ville de la région du lac Baïkal. Alors que certains partent défendre la révolution et que d'autres s'engagent contre elle, le jeune cosaque Roman Oulybine se soucie surtout de savoir si sa bien-aimée Dacha sera son épouse, ou si ses parents la réserveront au fils du marchand Alexeï.

## Fiche technique
- Réalisateur : Viktor Tregoubovitch
- Scénario : Youri Klepikov, Konstantin Sedykh (roman)
- Année de sortie : 1971
- Durée : 182 minutes
- Genre : Ostern

## Distribution
- Vitali Solomine : Roman Oulybine
- Petr Chelokhonov : Severian Oulybine, père de Roman
- Vera Kouznetsova : Avdotia Oulybina, mère de Roman
- Vassili Choukchine  Vassili Oulybine, oncle de Roman
- Efim Kopelian : Elissei Karguine, ataman
- Youri Solomine : Semen Nagorny, bolchevique
- Mikhaïl Kokchenov : Fedot Mouratov, ami de Roman
- Arkadi Troussov : Andreï Oulybine, grand-père de Roman
- Viktor Pavlov : Nikifor, sous-officier
- Gueorgui Chtile : Lavrov, anarchiste
- Lydia Fedosseïeva-Choukchina : entremetteuse
- Zinovi Gerdt : Semionov, général blanc
- Alexandre Demianenko : Boubentchikov, Bourreau de ataman
- Youri Nazarov : Tarass dit Sokhaty, bagnard en fuite
- Igor Dmitriev : Solomonov, Bourreau de Severian
- Lilia Gourova : Kirillovna, la femme de Gavrila.

## Lieux de tournage
en Russie
- La ville de Tchita, en Sibérie
- La Transbaïkalie ou Daourie
- Le Lac Baïkal
- Saint-Pétersbourg
- Studios Lenfilm, Saint-Pétersbourg

en République socialiste soviétique d'Estonie
- Narva